# 屯門足球會
屯門足球會（英語：Tuen Mun Football Club；簡稱"屯足"）是香港一支帶有地區色彩的足球隊，2011–12年獲得丙組聯賽總亞軍，首次升上香港乙組足球聯賽作賽。于21-22球季重返丙組聯賽。

## 球會歷史
屯門足球會成立於2001年，在01年至02年球季參加香港丙組(甲)足球聯賽，但包尾出局，之後曾代表屯門區參加香港丙組(地區)足球聯賽，並且贏得過2004–05年冠軍。後來，屯門區議會改由以屯門體育會為代表，屯門足球會遂獨立身份參加香港丙組(甲)足球聯賽。
2006–07年，屯門足球會以 19 戰 15 勝 4 負得 45 分成績，贏得香港丙組(甲)足球聯賽冠軍，成為唯一曾經先後贏得香港丙組(地區)足球聯賽及香港丙組(甲)足球聯賽的球隊。可惜，其後在丙組總決賽，3戰2和1負只得2分敬陪末席，無緣取得升班資格。
前屯門足球會會長任煒雄，於2008–09球季，向石硤尾借用會籍，由屯門足球會主力球員梁志立、周偉明、葉子乾、葉子龍等為班底，以屯門普高名義參加香港甲組足球聯賽。2009年3月31日在旺角大球場對愉園的甲組聯賽爆出假波疑雲。
到了2009–10球季，屯門普高因贊助商撤資出現財政困難，拖欠球員9月份薪金，2009年10月17日在青衣運動場舉行的甲組聯賽以 1–9 慘敗於和富大埔腳下。由於未能在2009年11月27日下午5時前，為球員購買有效期至球季結束的勞工保險之證明，被香港足球總會取消參賽資格。

## 球隊近況
2011–12年，開季時曾經以較佳得失球排於首位，最後亦以 18 戰 11 勝 4 和 3 負得 37 分成績，獲得香港丙組(甲)足球聯賽亞軍。其後在丙組總決賽，雖然以 0–1 敗於冠軍東方，仍能憑較佳得失球壓倒荃灣，獲得丙組聯賽總亞軍，首次取得升上乙組資格。
2021年一2022年。佳寶有限公司借用屯門足球會會籍參與丙組足球聯賽。林主席擔任球會足主。鄺生擔任領隊。鐘sir擔任主教練。以離島區年青球員作為球隊班底。但因為球隊經驗欠缺。曾在丙組聯賽0比11負於升班大熱三昇。林主席辦球隊目的。主要希望給年青球員有表演及出場機會。不介意球迷笑佳寶是丙組魚腩球隊。還說如果每隊乙，丙組球隊也羅致過氣甲組球員。丙組僅有培養年青球員的空間也呃殺，所以球隊只簽兩，三名有經驗的球員帶領，盡量也希望出較多的年青球員，更希望隊中有潛質的球員可以給其他甲，乙組球會羅致。首三屆目標以護級為基本目標。

## 球隊榮譽
| 榮譽                | 次數        | 年度        |
| 本 土 聯 賽         | 本 土 聯 賽 | 本 土 聯 賽 |
| ------------------- | ----------- | ----------- |
| 丙組(甲)聯賽 冠軍   | 1           | 2006–07年   |
| 丙組(地區)聯賽 冠軍 | 1           | 2004–05年   |

## 職球員名單

### 職員名單
| 主教練：   | 鐘柏文 |
| 助教：     |        |
| 青訓教練： |        |

### 球員名單
| 號碼   | 國籍   | 球員名字                  | 出生日期       | 加盟年份 | 前屬球會 |
| 守門員 | 守門員 | 守門員                    | 守門員         | 守門員   | 守門員   |
| ------ | ------ | ------------------------- | -------------- | -------- | -------- |
| 22     |        | 梁詠豪（Leung Wing Ho）   |                | 2011年   | 青年軍   |
| --     | 香港   | 賴漢釗（Lai Hon Chiu）    |                | 2009年   | 青年軍   |
| 後衛   |        |                           |                |          |          |
| 7      | 香港   | 梁志立（Leung Chi Lap）   | 1983年1月19日  | 2009年   | 屯門普高 |
| 11     | 香港   | 周偉明（Chau Wai Ming）   | 1983年10月18日 | 2009年   | 屯門普高 |
| 16     | 香港   | 梁罡耀（Leung Kong Yiu）  | 1989年4月25日  | 2009年   | 屯門普高 |
| --     | 香港   | 李韋樑（Lee Wai Leung）   |                | 2006年   | 自由身   |
| 3      | 香港   | 游啟邦（Yau Kai Pong）    |                | 2009年   | 屯門普高 |
| --     | 香港   | 葉俊康（Yip Chun Hong）   |                | 2009年   | 青年軍   |
| --     | 香港   | 鄧嘉聰                    | 1991年9月15日  | 2015年   | 飛馬     |
| --     | 香港   | 鄧兆彤                    | 1991年11月6日  | 2015年   | 飛馬     |
| --     | 香港   | 袁兆其                    | 1991年8月7日   | 2015年   | 光華     |
| 中場   |        |                           |                |          |          |
| --     | 香港   | 孔志南（Hung Chi Nam）    | 1984年1月15日  | 2009年   | 屯門普高 |
| --     | 香港   | 關志健（Kwan Chi Kin）    | 1984年11月24日 | 2009年   | 屯門普高 |
| --     | 香港   | 梁智溢（Leung Chi Yat）   |                | 2009年   | 屯門普高 |
| --     | 香港   | 李國斌（Li Kwok Pan）     |                | 2009年   | 屯門普高 |
| --     | 香港   | 曾耀文（Tsang Yiu Man）   |                | 2009年   | 自由身   |
| 8      | 香港   | 楊國基（Yeung Kwok Kei）  | 1984年12月13日 | 2015年   | 屯門普高 |
| 20     | 香港   | 陳富成                    | 1992年5月21日  | 2015年   |          |
| --     | 香港   | 羅振洋                    | 1989年3月12日  | 2011年   |          |
| --     | 香港   | 陳國朗                    | 1989年4月30日  | 2015年   | 西貢     |
| --     | 香港   | 黃偉達                    | 1991年3月25日  | 2015年   | 屯門普高 |
| 前鋒   |        |                           |                |          |          |
| --     | 香港   | 莊啟聰（Chong Kai Chung） | 1988年9月12日  | 2009年   | 屯門普高 |
| 10     | 香港   | 柯浩賢（Or Ho Yin）       |                | 2009年   | 屯門普高 |
| --     | 香港   | 冼志豪（Sin Chi Ho）      |                | 2009年   | 屯門普高 |

## 歷任管理層及教練

### 足主
- 林曉毅(2021年一)

### 領隊
- 鄺官穩(2021年一)

### 主教練
- 鐘柏文(2021年一)
- 蔡業輝(2011年一2021年)

### 助理教練
- 周偉明(2011年一2021年)
- 梁志立(2011年一2021年)

### 青訓教練
- 温遠雄(2011年一2021年)
- 廖富源(2011年一2021年)
- 蘇來強(2011年一2021年)

## 外部連結
- 香港足球總會官方網頁球會資料 （页面存档备份，存于）